# Роб Елліс
Роберт Деміан Елліс (англ. Robert Damian Ellis) — продюсер, аранжувальник, інструменталіст і композитор. Роберт Деміан Елліс народився 13 лютого 1962 року в Брістолі, Англія. Він найбільш відомий своєю роботою з PJ Harvey, з якою він був найбільш тісно пов'язаний як продюсер, аранжувальник і музикант з 1990 року. 
Його власний композиторський доробок, який можна описати як щось схоже на сучасну класичну музику, складається з шести записів. Спільно з власним сайд-проектом Spleen: Soundtrack to Spleen (1996), Little Scratches (1998),  Nun Lover! (2006).
Сольні записи: Music for the home (2000), Music for the home — Volume 2 (2004), The Nostalgia Machine (2000).
Як продюсер/аранжувальник/музикант Роб Елліс співпрацював з такими виконавцями: Маріанна Фейтфулл (Marianne Faithfull), Робін Хічкок (Robyn Hitchcock), Шарлотта Хатерлі (Charlotte Hatherley), гурт Madrugada, гурт Laika, гурт Swell, гурт Placebo, Мартіна Топлі-Берд (Martina Topley-Bird), Скотт Уокер (Scott Walker), Ют Лемпер (Ute Lemper), Cold Specks, Anna Calvi, Bat for Lashes, Torres, гурт deux furieuses, гурт The Blinders.

## Дискографія

### Соло
- Music for the Home (2000)
- Music for the Home — Volume 2 (2004)
- The Nostalgia Machine (2020)

### Разом з PJ Harvey
- Dry (1992)
- Rid of Me (1993)
- Is This Desire? (1998)
- Stories from the City, Stories from the Sea (2000)
- Uh Huh Her (2004)
- The Peel Sessions 1991–2004 (2006)

### Разом з сайд проектом Spleen
- Soundtrack to Spleen (1996)
- Little Scratches (1998)
- Nun Lover! (2006)